# Herbert Kensington-Moir

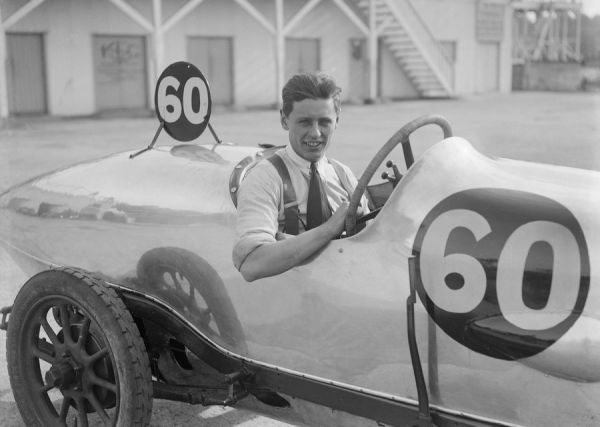
Herbert Kensington-Moir 1921 im Aston Martin

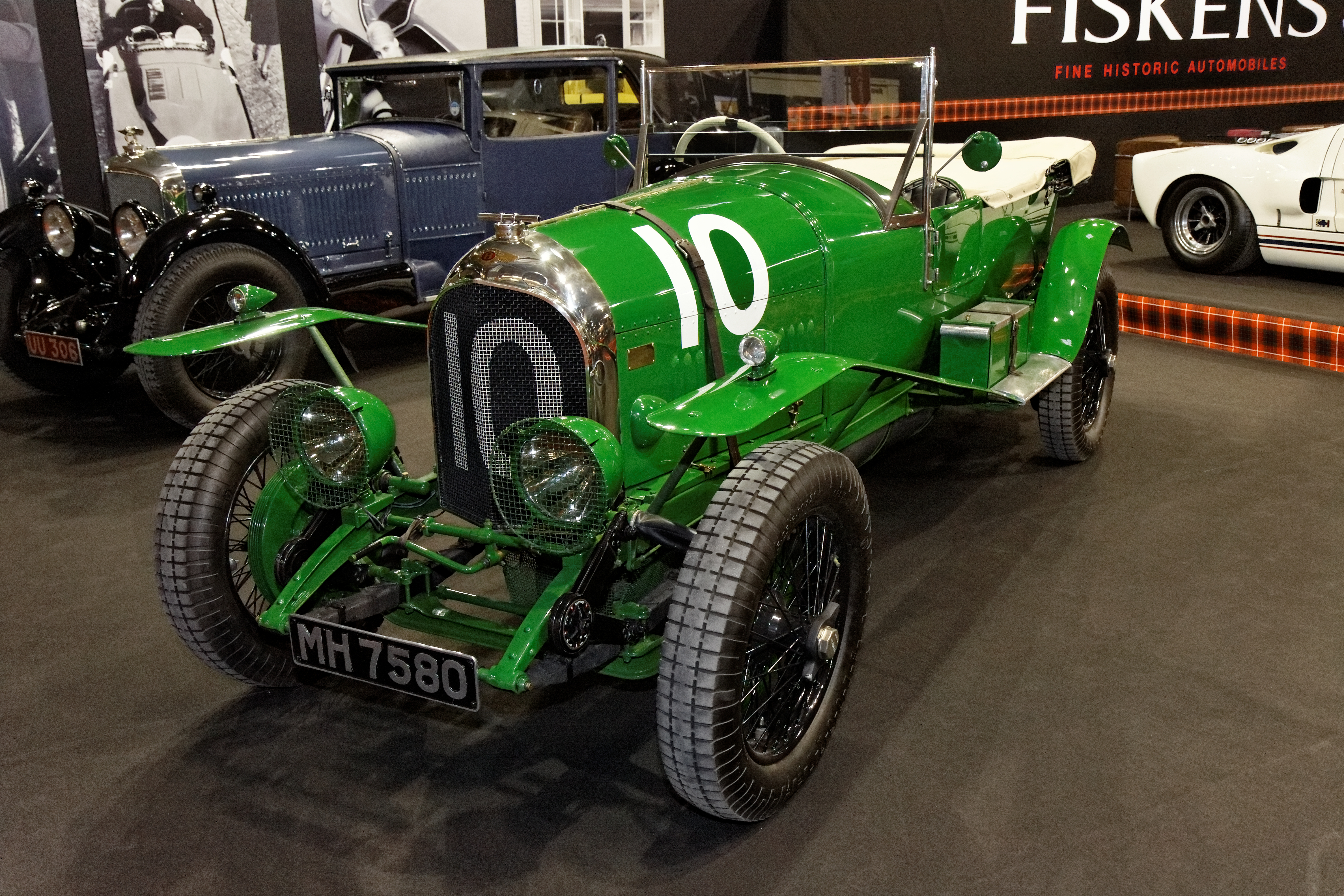
Der Bentley 3 Litre mit dem Herbert Kensington-Moir beim 24-Stunden-Rennen von Le Mans 1925 am Start war

Herbert „Bertie“ Kensington-Moir (* 21. Juni 1899 in London; † 11. März 1961 in Epsom) war ein britischer Autorennfahrer.

## Karriere im Motorsport
Herbert Kensington-Moir war in den 1920er-Jahren Leiter der Serviceabteilung bei Bentley und einer der Bentley Boys. 1925 war er Mitglied des Bentley-Teams beim 24-Stunden-Rennen von Le Mans. Sein Teampartner war Dudley Benjafield. Weil sich die Bentley-Boxencrew beim Befüllen des Tanks mit Treibstoff durch Tankkannen verzählt hatte, fiel der Bentley 3 Litre schon in einer frühen Rennphase mangels Benzin aus. Die RAC Tourist Trophy 1930 beendete er auf einem Bentley Blower als Gesamtelfter.

## Statistik

### Le-Mans-Ergebnisse
| Jahr | Team                | Fahrzeug              | Teamkollege       | Platzierung | Ausfallgrund |
| ---- | ------------------- | --------------------- | ----------------- | ----------- | ------------ |
| 1925 | Bentley Motors Ltd. | Bentley 3 Litre Sport | Dudley Benjafield | Ausfall     | kein Benzin  |